# Alejandro Orfila
Alejandro Miguel „Chano” Orfila Colmenares (ur. 18 maja 1976 w Montevideo) – urugwajski piłkarz występujący na pozycji środkowego pomocnika, trener piłkarski.